# Klooster van Dafni
Het Klooster van Dafni (of Daphni) (Grieks: Μονή Δαφνίου, Moní Dafníou) is een klooster bij Dafni, een wijk van de gemeente Chaïdari in de Griekse bestuurlijke regio Attica (Griekenland). Het klooster staat sinds 1990 als onderdeel van de inschrijving Kloosters van Daphni, Osios Loukas en Nea Moni op de werelderfgoedlijst van UNESCO.
Dafni ligt aan de Heilige Weg naar het vroegere heiligdom van Eleusis. De belangrijkste bezienswaardigheid is het Byzantijnse klooster, het klooster van Dafni. Dit klooster is een werelderfgoed.

## Mythe
Tijdens een jachtpartij werd de god Apollo verliefd op de knappe Daphne, door de pijl van Eros. Toen zij echter niet wilde ingaan op zijn avances en probeerde te vluchten, zette Apollo haar achterna. Het wanhopige meisje smeekte de goden haar kuisheid te vrijwaren: riviergod Peneus verhoorde haar gebed en veranderde haar in een laurierboom, dafnè in het Grieks. Sindsdien groeiden er op deze plek veel laurierbomen, en de gefrustreerde Apollo tooide zich voortaan bij voorkeur met lauriertwijgen. Andere bronnen situeren dit verhaal wel in het Tempedal in Thessalië.

## Geschiedenis
In Dafni bouwden de oude Atheners een heiligdom voor Apollo, dat in 395 n.Chr. werd verwoest door plunderende Goten.
In de 6e eeuw werd onder keizer Justinianus een eerste klooster gesticht op de plek van de oude tempelruïnes. Eind 11e eeuw, de tweede bloeiperiode van de Byzantijnse kunst, werd het kloostercomplex, gewijd aan de Hemelvaart van Maria, totaal vernieuwd met als pronkstuk een grote kerk die met schitterende mozaïeken werd versierd.
Na de verovering door de westerse Kruisvaarders in 1204 maakte de eerste Franse hertog van Athene, Otto de la Roche, van de Byzantijnse een katholieke kerk, bestemde die tot zijn familiegraf en schonk in 1211 het gehele klooster aan een cisterciënzergemeenschap uit Bourgondië. Verscheidene Franse hertogen werden er bijgezet. De cisterciënzers bouwden in de 13e eeuw ook de gotische voorhal, en verwerkten daarbij één Ionische zuil, afkomstig van de antieke Apollon-tempel.
In 1458 schonken de Turken het klooster terug aan de orthodoxe christenen. Uit die periode dateren de huidige kloostergang en de monnikenverblijven. Tijdens de Griekse Onafhankelijkheidsoorlog had het klooster veel te lijden, en werd uiteindelijk door de monniken verlaten in 1821. Eerst na 1890 werd de kerk gerestaureerd en werden de gehavende mozaïeken in eer hersteld. De oorspronkelijke marmeren vloeren en wandbekledingen zijn niet bewaard gebleven, en ook de mozaïeken hebben erg geleden, maar toch is de kerk van Dafní een hoogtepunt van Byzantijnse kunst.

## Wijnfeest
In de buurt van het klooster heeft elke maand september het beroemde "wittewijnfeest van Dafní" plaats.
Akropolis van Athene · Oude stad Corfu · Historisch centrum met klooster van de Heilige Johannes "de Theoloog" en grot van de Apocalyps op het eiland Patmós · Tempel van Apollon Epikourios · Athos · Delos · Delphi · Heiligdom van Asklepios in Epidaurus · Vroeg-christelijke en byzantijnse monumenten in Thessaloniki · Kloosters van Dafni, Osios Loukas en Nea Moni · Meteora · Middeleeuwse stad Rhodos · Archeologisch Mycene en Tiryns · Archeologisch Mystras · Archeologisch Olympia · Pythagoreion en Heraion van Samos · Archeologische site van Aigai · Archeologische site van Philippi
- Gemeinsame Normdatei: 4718027-4
- Library of Congress Control Number: n81013645
- Nationale Bibliotheek van Tsjechië: xx0202828
- Nationale Bibliotheek van Israël: 987007568424305171
- Virtual International Authority File: 238139130